# Afife Kadın
Afife Kadın (1685 – 12. června 1723) byla konkubína osmanského sultána Mustafy II.

## Život
Ebu Bekir Efendi, ministr státních záležitostí, daroval Afife jako otrokyni do harému sultána Mustafy. Jako konkubínu ji pro sultána připravila nejspíše jeho matka. Byla žena, která byla zvolena jako hlavní společnice sultána. Porodila mu čtyři syny a jednu dceru. V březnu 1718 ji navštívila Lady Mary Wortleyová Montagu. Ta ji popsala jako nejoblíbenější ženu sultána.
Po smrti sultána Mustafy v roce 1703 se musela vystěhovat z hlavního paláce. Měla právo se provdat za některého z vysoce postavených mužů v Osmanské říši. Tohoto práva nevyužila, byla oddaná sultánovi i po jeho smrti a reprezentovala jeho jméno. Její synové zemřeli v bojích o trůn a tak zůstala pouze se svou dcerou.